# Kanda Bongo Man
Kanda Bongo Man, född 1955, är en Kinshasa-kongolesisk musiker, numera bosatt i Storbritannien. Sedan 1980-talet har han spelat till den typiska dansstilen kwasa kwasa som är en dansstil med rytmiska höftrörelser. Sin första stora internationella hit fick han 1983 genom skivan Iyole. 1989 släpptes en ny skiva, nu även i USA, Kwasa Kwasa, som nådde en helt ny publik. Kanda spelade på Summer Scene i New York till en publik på 15.000 personer. Han introducerade den traditionella soukous-stilen för amerikaner. 
I Storbritannien spelade han vidare på flera festivaler, bland annat Glastonburyfestivalen, och otaliga radio- och TV-framträdanden. I juli 2005 spelade han på LIVE 8: Africa Calling konsert i Cornwall.
Han har spelat in ett flertal CD:er och DVD:er som säljs i de större skivaffärerna i England och USA.

## Diskografi
- Iyole (1981)
- Djessy (1982)
- Amour Fou (1984)
- Malinga (1986)
- Lela Lela (1987)
- Sai Liza (1988)
- Kwassa Kwassa (1989)
- Isambe Monie (1990)
- Zing Zong (1991)
- Sango (1992)
- Soukous in Central Park (1993)
- Sweet (1995)
- Welcome to South Africa (1995)
- Francophonix (1999)
- Balobi (2002)
- Swalati (2003)